# Enseñanzas militares para tropa y marinería
La enseñanza militar de tropa y marinería es un formación oficial de régimen especial dentro de las enseñanzas militares mediante la cual el alumnado aprende valores como la solidaridad, el compañerismo y el servicio a la comunidad.
La superación de estas enseñanzas supone la obtención de certificados de profesionalidad y títulos de Técnico Militar. 
Estas enseñanzas están reguladas por la Ley 8/2006, de 24 de abril, de Tropa y Marinería.

## Características[3]

### Requisitos de acceso
Para poder acceder se tiene que tener 18 años, o cumplirlos en el año natural del curso, y no superar los 29 años en el momento del acceso o durante el año natural del curso. También se tiene que cumplir uno de estos requisitos:
- El título de Graduado Escolar o 2.° Curso de Educación Secundaria.
- Título de Graduado en Educación Secundaria.
- Prueba de Acceso a Ciclo Formativo de Grado Medio.
- Título de Técnico Medio.
- Prueba de Acceso a Ciclo Formativo de Grado Superior.

### Salidas profesionales
El título de Técnico Militar permitirá ascender a los empleos de cabo, cabo primero y cabo mayor, cuando se produzca una vacante, promocionar de manera interna a la enseñanza militar de formación para la incorporación a las Escalas de suboficiales, o cambiar de cuerpo (Guardia Civil, Cuerpo Nacional de Policía y Policías Autonómicas y Locales).

### Estructura
Las enseñanzas militares de tropa y marinería comienzan con un compromiso inicial de dos o tres años. Durante este tiempo se desarrollan los cometidos propios de la especialidad elegida y se realiza la formación técnica. Posteriormente se renueva el compromiso inicial por períodos de dos o tres años, hasta un máximo de seis. Durante este tiempo se podrán realizar cursos de formación especializada para la promoción laboral. Con tres años de servicios cumplidos, se podrá acceder a la enseñanza militar de formación para la incorporación a las Escalas de Suboficiales y de Oficiales. A partir de los cinco años de servicios y hasta cumplir los 45 años de edad, se adquirirá el compromiso de larga duración. Se puede permanecer en las Fuerzas Armadas Españolas hasta los 65 años de edad.